# Stella Cunliffe
Stella Vivian Cunliffe (12 janvier 1917 - 20 janvier 2012) , est une statisticienne britannique. Elle est la première femme présidente de la Royal Statistical Society.

## Formation et début de carrière
Cunliffe fait ses études à la Parsons Mead School, Ashtead, Surrey et est préfète en 1934. Elle devient la première étudiante à poursuivre ses études à l'université, à la London School of Economics, où elle obtient un BSc (Econ) et son diplôme en 1938.
Elle commence sa carrière en travaillant de 1939 à 1944 dans la Danish Bacon Company. Pendant la Seconde Guerre mondiale, lorsque le bacon est rationné en 1940, elle participe à l'attribution de rations de bacon pour Londres.

## Service de guides internationaux

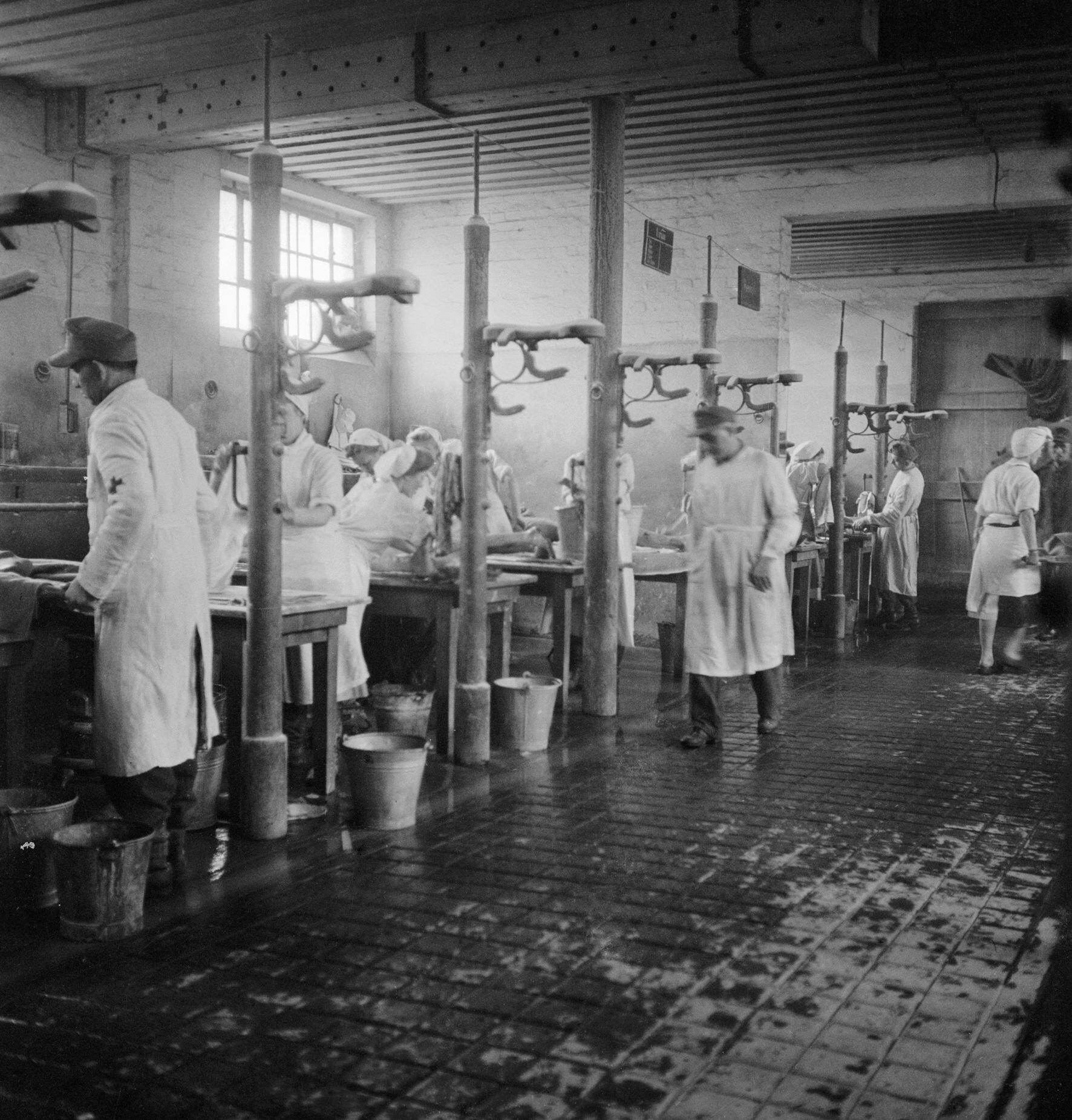
Camp de concentration de Belsen : scène à l'intérieur de la station d'épuration, surnommée la "Blanchisserie Humaine"

À la fin de la Seconde Guerre mondiale, Cunliffe interrompt sa carrière pour entreprendre des actions de secours bénévoles en Europe, de 1945 à 1947, avec le Guide International Service. Le service est composé d'anciennes volontaires guides spécialement formées pour aider à la réhabilitation de l'Europe après la guerre. Cunliffe est parmi les premiers civils à entrer dans le camp de concentration de Belsen en 1945 où les volontaires supervisent la soi-disant "blanchisserie humaine", l'épouillage des détenus.

## Carrière de statisticienne
En 1947, Cunliffe reprend sa carrière professionnelle avec un poste de statisticienne chez les brasseurs dublinois Arthur Guinness Son &amp; Co., où elle travaille jusqu'en 1970. En 1955, elle est chef du département des statistiques. Dans ce poste, elle développe d'importants principes de méthodes expérimentales qui sont enseignés à ce jour. Dans l'exemple le plus célèbre, elle repense les instructions pour les agents de contrôle de la qualité chargés d'accepter ou de rejeter les fûts de bière faits à la main. Avant la refonte de Cunliffe, les ouvriers acceptent les barils en les roulant vers le bas et rejettent les barils en les poussant vers le haut, la tâche la plus difficile; ainsi, les travailleurs étaient incités à accepter des barils même s'ils étaient défectueux. Cunliffe repense le poste de travail de contrôle de la qualité afin qu'il soit tout aussi facile de rejeter ou d'accepter un baril, éliminant ainsi le biais préalable et permettant d'économiser de l'argent dans le processus. Elle est informée qu'en raison d'une politique de ne nommer que des hommes au conseil d'administration, elle ne serait pas nommée administrateur malgré sa longue carrière et son travail expérimental.
En 1970, elle devient chef d'unité de recherche au Home Office, avant d'être nommée en 1972 directrice des statistiques au Home Office, poste qu'elle occupe jusqu'en 1977. Elle est la première femme à atteindre ce grade au sein du service statistique du gouvernement britannique. Pendant son séjour au ministère de l'Intérieur, elle élargit le personnel statistique et de soutien du département et crée une équipe informatique dédiée. Elle reconnait des problèmes avec les chiffres de la migration, après qu'une erreur ait été découverte où le nombre de passagers quittant le pays a été surestimé. En conséquence, elle met en place une enquête menée par Claus Moser, le chef de l'Office central des statistiques à l'époque. Elle est visiteuse de prison et promeut l'utilisation des statistiques dans la politique de justice pénale. Elle présente au ministre de l'Intérieur, Roy Jenkins, des comparaisons internationales pour montrer que la peine capitale n'a aucun effet sur les taux de meurtres,.
Après une retraite d'office de la fonction publique à l'âge de 60 ans, elle est ensuite conseillère statistique à la commission d'enquête sur la profession d'ingénieur de 1978 à 1980. Elle est consultante à l'Université du Kent avec l'unité de recherche en statistique appliquée ,.
Elle est la première femme présidente de la Royal Statistical Society de 1975 à 1977. Cunliffe déclare dans son discours présidentiel qu'elle espérait être élue "[...] principalement en tant que statisticienne qui se trouve être une femme",.
Cunliffe est nommé membre de l'Ordre de l'Empire britannique en 1993, pour ses services aux guides et à la communauté de Surrey.
Elle est conseillère du district de Mole Valley de 1981 à 1999, préside le conseil de santé communautaire local et est présidente des gouverneurs de l'école Parsons Mead.